# Martinus Steyn
Marthinus (ou Martinus) Steyn (1920 - 14 avril 1998) était un avocat libéral qui fut administrateur général du Sud-Ouest africain, Namibie, du 1er septembre 1977 au 7 août 1979. 
Issu d'une famille sud-africaine prestigieuse, petit-fils du président de l'État libre d'Orange, Marthinus Theunis Steyn, il est nommé par le premier ministre sud-africain John Vorster comme administrateur général du Sud-Ouest Africain le 1er septembre 1977, en plein processus constitutionnel sur l'avenir du Sud-Ouest Africain. 
Un mois après sa nomination à ce poste Steyn abroge les lois d'Apartheid sur les mariages mixtes et sur l'immoralité et supprime les contrôles intérieurs sur tout le territoire namibien, à l'exception de la zone diamantifère et de la frontière septentrionale.
C'est également sous l'administration de Martinus Steyn que l'assemblée nationale du Sud-Ouest Africain/Namibie vota la loi sur l'abolition totale de la ségrégation raciale en Namibie le 21 mai 1979, que tous les lieux publics furent ouverts aux populations de couleur le 11 juillet 1979, et qu'une loi anti-discrimination fut promulguée. 
Le 7 août 1979, le gouvernement du premier ministre sud-africain, Pieter Willem Botha fit remplacer Steyn au poste d'administrateur général du Sud-Ouest Africain par Gerrit Viljoen. 
Steyn devient par la suite juge à la Cour d'Appel de Bloemfontein.
Martinus Steyn est mort en 1998 dans sa propriété de Onze Rust près de Bloemfontein. 